# AAA Mega Championship
O AAA Mega Championship (em português, Mega Campeonato da AAA) é um campeonato mundial de pesos pesados criado e promovido pela promoção de luta livre profissional mexicana Lucha Libre AAA Worldwide. Conhecido oficialmente em espanhol como o Mega Campeonato AAA, às vezes é referido na imprensa em inglês como "AAA World Heavyweight Championship". O título é o principal campeonato da promoção AAA. O primeiro campeão foi El Mesías e o atual é o El Hijo del Vikingo.

## História
O título foi estabelecido em 2007 por meio de um único torneio de eliminação, classificado como "Torneo Campeón de Campeones", ou Torneio Campeão de Campeões, que unificou efetivamente o Campeonato Mundial de Pesos Pesados do International Wrestling Council (IWC), o Grand Prix Championship Wrestling (GPCW) SUPER -X Monster Championship, o Campeonato Nacional de Pesos Mexicanos e o Campeonato Mundial de Pesos Leves da Universal Wrestling Association (UWA). O campo do torneio incluiu os quatro campeões reinantes dos títulos mencionados, bem como o candidato número um a cada campeonato. El Mesías, que entrou no torneio como campeão mundial dos pesos pesados da IWC, tornou-se o mega campeão inaugural da AAA ao derrotar o participante do UWA World Light Heavyweight Chessman na rodada final.

## Reinados

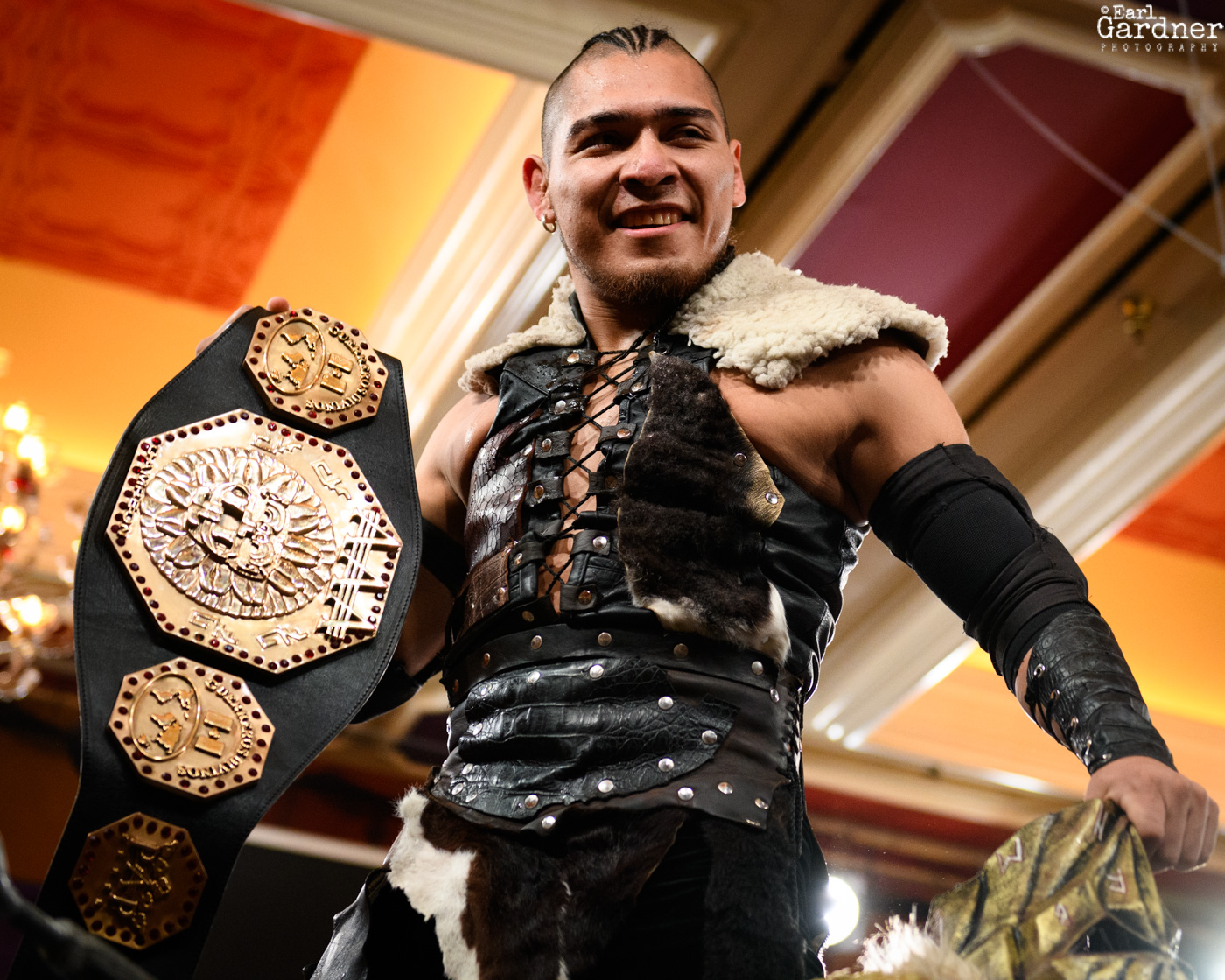
Duas vezes e atual campeão, El Hijo del Vikingo.

No total, houve 22 reinados do Mega Campeonato da AAA e 13 campeões no total, com o título ficando vago por duas ocasiões. O campeão inaugural foi El Mesías, que derrotou Chessman na final de um torneio de oito lutadores no evento Verano de Escándalo em 16 de setembro de 2007, para se tornar campeão. O primeiro reinado de El Texano Jr. como campeão deu ao título status mundial quando ele o defendeu no México. El Hijo del Vikingo teve o reinado mais longo, com 833 dias. Jeff Jarrett teve o reinado mais curto, com 83 dias. El Mesías detém o recorde de mais reinados, com quatro. El Texano Jr., Fénix, Kenny Omega e El Hijo Del Vikingo são os únicos quatro lutadores a ter mantido o título por um ano consecutivo.
Em 2011, o então campeão mega da AAA e fundador da Total Nonstop Action Wrestling (TNA), Jeff Jarrett, apareceu com uma versão redesenhada do cinturão do título na programação da TNA. A TNA usou o cinturão do Mega Campeonato em sua programação, mas devido à Spike TV, então emissora da TNA, não permitir que a TNA se referisse à AAA pelo nome, uma placa hexagonal prateada foi usada para cobrir a placa frontal da AAA. Enquanto Jarrett apareceu na TNA, o título passou a ser referido como o "Campeonato Mexicano dos Pesos Pesados". Em 21 de abril de 2013, o título foi defendido fora da AAA pela primeira vez, na World Wrestling League (WWL) de Porto Rico. Em março de 2015, o campeão mega da AAA, El Patrón Alberto, defendeu o campeonato no Lucha Underground, algo possível graças à propriedade conjunta da AAA com o Lucha Underground.
O título é atualmente detido por El Hijo del Vikingo, que está em seu segundo reinado. Ele derrotou Alberto El Patrón no Alianzas em 31 de maio de 2025, na Cidade do México, para conquistar o título.
| #           | Ordem de reinados na história                    |
| Reinado     | O número de reinados de cada lutador             |
| Localização | A cidade em que o título foi conquistado         |
| Evento      | O evento em que o título foi conquistado.        |
| —           | Usados para o tempo em que o título estava vago. |
| +           | Indica o reinado atual.                          |

| Nº | Lutador             | Reinado | Data                   | Dias com o título | Local                            | Evento                              | Notas | Ref.        |
| -- | ------------------- | ------- | ---------------------- | ----------------- | -------------------------------- | ----------------------------------- | --- | ----------- |
| 1  | El Mesías           | 1       | 16 de setembro de 2007 | 182               | Guadalajara, Jalisco             | Verano de Escándalo (2007)          | Derrotou Chessman para se tornar no campeão inaugural. | [ 7 ] [ 8 ] |
| 2  | Cibernetico         | 1       | 16 de março de 2008    | 222               | Monterrey, Nuevo León            | Rey de Reyes (2008)                 | |             |
| —  | Vago                | —       | 24 de outubro de 2008  | —                 | Veracruz, Veracruz               | Homenaje a Antonio Peña (2008)      | Cibernético deixou a empresa porque Konnan assumiu a AAA. |             |
| 3  | El Mesías           | 2       | 6 de dezembro de 2008  | 189               | Orizaba, Veracruz                | Guerra de Titanes (2008)            | Derrotou El Zorro em uma luta de escadas para ganhar o título vago. |             |
| 4  | Dr. Wagner Jr.      | 1       | 13 de junho de 2009    | 181               | Cidade do México                 | Triplemanía XVII                    | |             |
| 5  | El Mesías           | 3       | 11 de dezembro de 2009 | 91                | Ciudad Madero, Tamaulipas        | Guerra de Titanes (2009)            | |             |
| 6  | Electroshock        | 1       | 12 de março de 2010    | 86                | Queretaro, Queretaro             | Rey de Reyes (2010)                 | Foi uma luta fatal 3-way envolvendo também Mr. Anderson. |             |
| 7  | Dr. Wagner Jr.      | 2       | 6 de junho de 2010     | 182               | Cidade do México                 | Triplemanía XVIII                   | |             |
| 8  | El Zorro            | 1       | 5 de dezembro de 2010  | 195               | Zapopan, Jalisco                 | Guerra de Titanes (2010)            | |             |
| 9  | Jeff Jarrett        | 1       | 18 de junho de 2011    | 274               | Cidade do México                 | Triplemanía XIX                     | Jarrett também apareceu na televisão Total Nonstop Action Wrestling com o título, referindo-se a ele como "Campeonato Mexicano dos Pesos Pesados"                         |             |
| 10 | El Mesías           | 4       | 18 de março de 2012    | 259               | Zapopan, Jalisco                 | Rey de Reyes (2012)                 | |             |
| 11 | El Texano Jr.       | 1       | 2 de dezembro de 2012  | 735               | Zapopan, Jalisco                 | Guerra de Titanes (2012)            | |             |
| 12 | El Patrón Alberto   | 1       | 7 de dezembro de 2014  | 337               | Zapopan, Jalisco                 | Guerra de Titanes (2014)            | |             |
| —  | Vago                | —       | 9 de novembro de 2015  | —                 | —                                | N/A                                 | Alberto deixou a promoção depois de assinar com a WWE em tempo integral.                                                                                                  |             |
| 13 | El Texano Jr.       | 2       | 23 de março de 2016    | 361               | San Luis Potosí, San Luis Potosí | Rey de Reyes (2016)                 | Derrotou El Mesías para ganhar o título vago. |             |
| 14 | Johnny Mundo        | 1       | 19 de março de 2017    | 313               | Monterrey, Nuevo León            | Rey de Reyes (2017)                 | Foi uma luta fatal 3-way, envolvendo também El Hijo del Fantasma, que também foi válida pelo AAA Latin American Championship e pelo AAA World Cruiserweight Championship. | [ 9 ]       |
| 15 | Rey Wagner          | 3       | 26 de janeiro de 2018  | 128               | Cidade do México                 | Guerra de Titanes (2018)            | Vampiro foi o árbitro convidado especial. Rey Wagner era anteriormente conhecido como Dr. Wagner Jr.                                                                      | [ 10 ]      |
| 16 | Jeff Jarrett        | 2       | 3 de junho de 2018     | 83                | Monterrey, Nuevo León            | Verano de Escándalo (2018)          | Foi uma luta fatal 3-way envolvendo também Rey Mysterio Jr. | [ 11 ]      |
| 17 | Fénix               | 1       | 25 de agosto de 2018   | 420               | Cidade do México                 | Triplemanía XXVI                    | Foi uma luta fatal 4-way envolvendo também Brian Cage e Rich Swann. | [ 12 ]      |
| 18 | Kenny Omega         | 1       | 19 de outubro de 2019  | 765               | Orizaba, Veracruz                | Héroes Inmortales XIII              | | [ 13 ]      |
| —  | Vago                | —       | 22 de novembro de 2021 | —                 | —                                | N/A                                 | Desocupado devido a lesões sofridas por Omega, que o teriam impedido de defender o título na Triplemanía Regia II.                                                        | [ 14 ]      |
| 19 | El Hijo del Vikingo | 1       | 4 de dezembro de 2021  | 833               | Monterrey, Nuevo León            | Triplemanía Regia II                | Foi uma luta fatal 5-way envolvendo também Samuray del Sol, Jay Lethal, Bobby Fish e Bandido.                                                                             | [ 15 ]      |
| —  | Vago                | —       | 16 de março de 2024    | —                 | —                                | N/A                                 | El Hijo del Vikingo desocupou o título devido a uma lesão. | [ 16 ]      |
| 20 | Nic Nemeth          | 1       | 27 de abril de 2024    | 112               | Monterrey, Nuevo León            | Triplemanía XXXII: Monterrey        | Derrotou El Patrón Alberto para ganhar o título vago. | [ 17 ]      |
| 21 | El Patrón Alberto   | 2       | 17 de agosto de 2024   | 287               | Azcapotzalco, Cidade do México   | Triplemanía XXXII: Cidade do México | | [ 18 ]      |
| 22 | El Hijo del Vikingo | 2       | 31 de maio de 2025     | 3+                | Cidade do México                 | Alianzas                            | | [ 19 ]      |

## Reinados combinados
| † | Indica o atual campeão |

Em  3 de junho de 2025.
| Pos. | Campeão                   | Nº de reinados | Dias combinados |
| ---- | ------------------------- | -------------- | --------------- |
| 1    | El Texano Jr.             | 2              | 1096            |
| 2    | El Hijo del Vikingo †     | 2              | 836+            |
| 3    | Kenny Omega               | 1              | 765             |
| 4    | El Mesías                 | 4              | 721             |
| 5    | El Patrón Alberto         | 2              | 624             |
| 6    | Dr. Wagner Jr./Rey Wagner | 3              | 491             |
| 7    | Fénix                     | 1              | 420             |
| 8    | Jeff Jarrett              | 2              | 357             |
| 9    | Johnny Mundo              | 1              | 313             |
| 10   | Cibernetico               | 1              | 222             |
| 11   | El Zorro                  | 1              | 195             |
| 12   | Nic Nemeth                | 1              | 112             |
| 13   | Electroshock              | 1              | 86              |